# Have Yourself a Merry Little Christmas
Have Yourself a Merry Little Christmas es una canción compuesta por Hugh Martin y Ralph Blane en 1944 para la película musical Cita en San Luis, donde era cantada por Judy Garland. Junto con The Trolley Song y The Boy Next Door es una de las tres canciones originales más populares de la película, además de Skip To My Lou que es una canción del siglo XIX.
Posteriormente, Frank Sinatra también la interpretó, para lo que cambió la letra. La canción fue incluida en la famosa lista de 100 canciones más representativas del cine estadounidense, donde se situó en el puesto nº 76.

## Letra
Have yourself a merry little Christmas
 Let your heart be light
 Next year all our troubles will be out of sight
Have yourself a merry little Christmas
 Make the yuletide gay
 Next year all our troubles will be miles away
Once again as in olden days
 Happy golden days of yore
 Faithful friends who were dear to us
 Will be near to us once more
Someday soon we all will be together
 If the fates allow
 Until then, we'll have to muddle through somehow
 So have yourself a merry little Christmas now.